# Museo collezione Gianfranco Luzzetti
Il Museo collezione Gianfranco Luzzetti è un museo d'arte situato nel centro storico di Grosseto, in Toscana.

## Storia
Il museo è stato inaugurato il 22 dicembre 2019 e ospita una collezione di dipinti e sculture di epoca rinascimentale, barocca e rococò, donata alla città dall'antiquario e collezionista Gianfranco Luzzetti (1932–2023), originario di Giuncarico.
Sono esposte opere di vari artisti, tra i quali Antonio Rossellino, Giovanni Fei, Giambologna, Santi di Tito, Passignano, Cigoli, Rutilio Manetti, Giovanni Antonio Galli, Pier Dandini, Camillo Rusconi e Corrado Giaquinto.
La galleria d'arte ha sede nel seicentesco ex convento delle Clarisse, in strada Vinzaglio, ed è parte del Polo culturale "Le Clarisse" del comune di Grosseto.